# Gynoplistia (Gynoplistia) paluma
Gynoplistia (Gynoplistia) paluma is een tweevleugelige uit de familie steltmuggen (Limoniidae). De soort komt voor in het Australaziatisch gebied.